# خزش بی‌لرزه

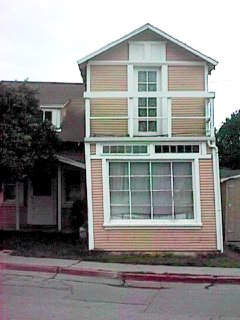
خانه‌ای که در سال ۲۰۰۳ روی گسل کالاوراس قرار داشت. این خانه در سال ۲۰۰۹ تخریب شد.

خزش بی‌لرزه (انگلیسی: Aseismic creep) یا خزش گسل به جابه‌جایی قابل اندازه‌گیری سطح زمین در امتداد یک گسل در هنگامی گفته می‌شود که زمین‌لرزه قابل توجهی رخ نداده است. همچنین خزش بی‌لرزه ممکن است روزها تا سال‌ها پس از زمین‌لرزه به صورت «پس‌لغزش» رخ دهد. گسل‌های موجود در کالیفرنیا از جمله گسل کالاوراس، گسل هایوارد و گسل سان آندریاس از نمونه‌های قابل توجه لغزش‌های بی‌لرزه به‌شمار می‌روند.